# Agriocnemis pygmaea
Agriocnemis pygmaea é uma odonata (libélula) da família Coenagrionidae, da subordem Zygoptera.